# Nygus
Nygus, negus (amh. ነጋሲ, nəgus „król”; gyyz ንጉሥ, nəguś) – historyczny i polityczny tytuł władców krain Etiopii w okresie monarchii. Jeden z najstarszych feudalnych tytułów etiopskich, bowiem był w użyciu już w V–I wieku p.n.e. od czasów państwa Aksum, został następnie przejęty przez chrześcijańskich władców Etiopii i był używany do czasów współczesnych.
Nygus, najczęściej tylko formalnie, podlegał cesarzowi noszącemu tytuł nyguse negest, tj. „król królów”, będąc faktycznie samodzielnym władcą. W okresie silnej władzy cesarskiej w Etiopii malała władza nygusa, rosła zaś w okresach jej osłabienia. W późniejszym okresie cesarz mógł przyznawać tytuł nygusa władcom prowincji Szeua, Gonder, Tigra oraz Godżam.
Ostatnia koronacja na nygusa odbyła się w roku 1928, kiedy to tytuł ten przybrał ras Teferi Mekonnyn, znany pod imieniem Hajle Syllasje.